# Myosotis pulvinaris
Myosotis pulvinaris är en strävbladig växtart som beskrevs av Joseph Dalton Hooker. Myosotis pulvinaris ingår i släktet förgätmigejer, och familjen strävbladiga växter. Inga underarter finns listade i Catalogue of Life.

## Bildgalleri

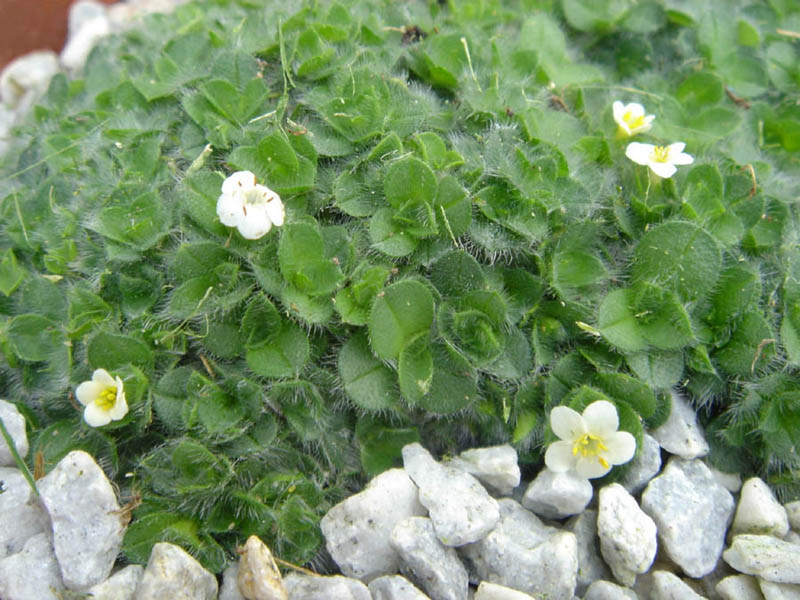
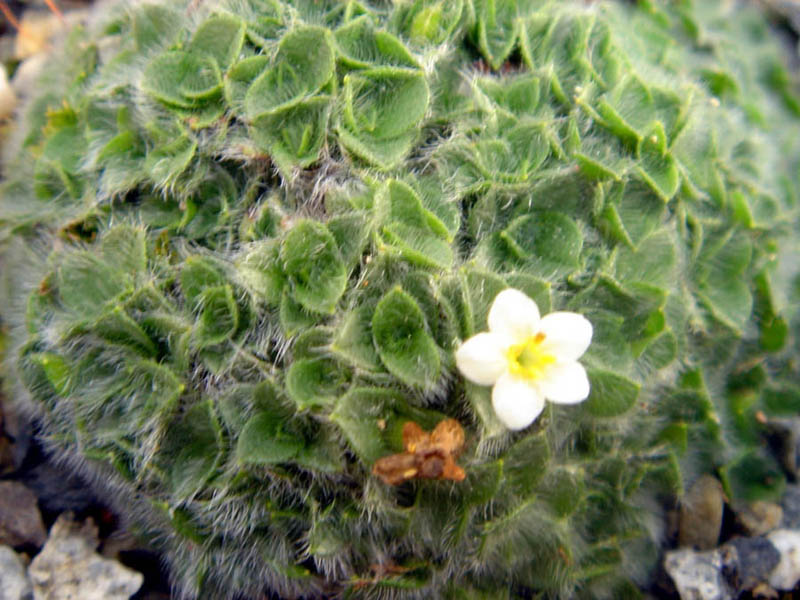